# Josep Checa i Falgà
Josep Checa i Falgà   (Caldes de Montbui, 23 de febrer de 1962) és un poeta català.

## Biografia
Va néixer a Caldes de Montbui l'any 1962. Durant uns quants anys va exercir de promotor cultural, fundant i coordinant jornades i actes per difondre la literatura i especialment la poesia, com el Versosbisaura, al Bisaura (nord d'Osona) i el Casserres-poètic, dins el marc del monestir de Sant Pere de Casserres (Masies de Roda).
Ha publicat 15 llibres de poesia en llengua catalana i ha guanyat els premis: Gat Literari de Torelló 2004, Joan Santamaria 2007, Jacint Verdaguer de Calldetenes 2009, Vila de Martorell 2014, Certamen Internacional Àngel Ferrer dels Amics de la UNESCO 2015 i El Senyoriu d'Ausiàs March de Beniarjó 2018.
Part de la seva obra ha estat traduïda al castellà i a l'anglès.
Ha participat en diversos festivals de poesia, com ara: La Festa de la Poesia a Sitges (Catalunya), el Festival Internacional Panhispánico de Poesía (Bolivia), o el Festival Internacional Wine & Poetry de Colchagua (Xile). Resident convidat a la Casa de l'Escriptor (Hugoenea) a Pasaia Donibane (Euskal Herria) i a Villa Sarkia, Casa de l'Artista de Sysmä (Finlandia). També poeta convidat per la Universitat de Salamanca i per la Universitat de Córdoba en el primer cicle de Poesía Transeúnte.
Alguns dels seus poemes han aparegut en publicacions especialitzades, como: Reduccions, Barcarola y OJOXOJO, The Loch Raven Review (USA), Modern Poetry in Translation (Anglaterra), Altervoxmedia (Colòmbia), La Poesía del Prójimo (Equador), Casa Bukowski Internacional (Xile) y TU, REVISTA (Mèxic).

## Obra publicada
- Dones de foc/ Mujeres de fuego (edició bilingüe). Barcelona: Témenos edicions. Santiago de Chile: Casa Bukowski 2024. ISBN 978-84-127317-7-4
- La casa de mis muertos/La casa dels meus morts (edició biligüe). Córdoba: Editorial Cántico, 2022. ISBN 978-84-18639-89-0
- Piel de alma/Pell d'ànima (edició bilingüe). Córdoba: Editorial Cántico, 2021. ISBN 9788418639036
- Pell d'ànima. València: Edicions 3i4, 2018 (Poesia 3i4). ISBN 978-84-16789-96-2. 38è Premi de Poesia Senyoriu d'Ausiàs March 2018.
- La barberia. Barcelona: Témenos edicions, 2016 (col·lecció Carmina). ISBN 978-84-944820-2-1
- L'enteniment de les bèsties. Barcelona: Viena edicions, 2015 (poesia). ISBN 978-84-8330-829-5. 39é Premi de Poesia Vila de Martorell 2014.
- Els arbres que no conec.  Manresa: Abadia editors, 2013 (Lluerna). ISBN 9788496847767.
- Carrer Malats. Checa Josep i Obradors Esther. Manresa: Abadia editors, 2012 (Lluerna)
- 30 Orquídies.  Barcelona: Abadia de Montserrat, 2009. ISBN 9788498831153.  XXIX Premi Jacint Verdaguer de Calldetenes.[2]
- Pont. Barcelona: La Busca, 2007. Premi de Poesia Penya Joan Santamaria.
- Què vols que et porti?.  Barcelona: La Busca, 2007. ISBN 9788496125766.
- Llimerols de lluna.  Girona: s.n., 2006 (Senhal; 97).
- La temerària estratègia del funàmbul cec.  Barcelona: La Busca, 2005. ISBN 8496125432.
- Tots els teus noms.  Vic: Emboscall, 2004 (El taller de poesia; 103). ISBN 849625366X.
- El temps i les paraules.  Vic: Emboscall, 2003 (El taller de poesia; 79). ISBN 8493327212.